# Aligot
L'aligot è un piatto tradizionale dell'Aubrac, nel Massiccio Centrale francese.

## Storia
L'aligot era preparato per i pellegrini diretti a Santiago de Compostela che si fermavano per una notte in quella regione. Tradizione vuole che il piatto venisse originariamente preparato con il pane, che fu sostituito dalle patate quando ci fù una carestia di mais, quindi, senza mais non si poteva fare il pane. L'aligot viene menzionato nel Larousse gastronomique ed è considerato un piatto conviviale.

## Caratteristiche
L'aligot è un purè di patate con Tome fraîche (un formaggio tipico dell'Aubrac) e un pizzico di aglio. Dal momento che la Tome fraîche è difficile da reperire all'infuori della sua area di produzione, l'aligot può anche essere preparata con altri formaggi filanti come il Cantal, il Lancashire o la mozzarella. L'aligot viene consumato con salsicce o arrosto di maiale e si accompagna bene con il vino rosso.